# 联合国禁止非法贩运麻醉药品和精神药物公约
《联合国禁止非法贩运麻醉药品和精神药物公约》是联合国目前的三大药物管制国际公约之一，在1988年12月19日通过，该条约禁止非法贩运麻醉药品和精神药物，为执行1961年通过的《麻醉品单一公约》和1971年《精神药物公约》提供了另外的法律机制。该条约于1988年12月19日通过，1990年11月11日生效。截止到2005年1月，有170个缔约国。